# Piatra-Olt
Piatra-Olt es una ciudad con estatus de oraș de Rumania en el distrito de Olt.

## Geografía
Se encuentra a una altitud de 137 m s. n. m. a 192 km de la capital, Bucarest.

## Demografía
Según estimación 2012 contaba con una población de 5 301 habitantes.
| 1948 | 1956 | 1966 | 1977 | 1992  | 2002  | 2012  |
| s/d  | s/d  | s/d  | s/d  | 6 615 | 6 347 | 5 301 |